# Acqua di cocco

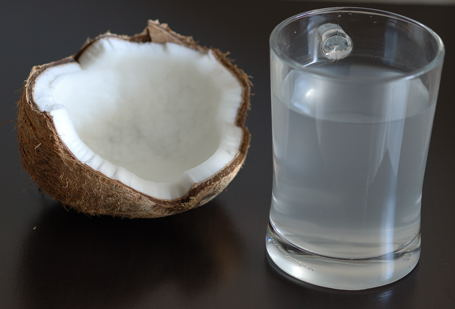
Un bicchiere di acqua di cocco

L'acqua di cocco è il liquido presente all'interno della noce di cocco. L'acqua di cocco ha un sapore dolce e terroso ed è ricca di magnesio, fosforo e potassio. Non va confusa con il latte di cocco, ottenuto mescolando l'acqua di cocco con le fibre della noce del medesimo frutto.